# Nidularium utriculosum
Nidularium utriculosum är en gräsväxtart som beskrevs av Ernst Heinrich Georg Ule. Nidularium utriculosum ingår i släktet Nidularium och familjen Bromeliaceae. Inga underarter finns listade i Catalogue of Life.